# 29988 Davidezilli
29988 Davidezilli è un asteroide della fascia principale. Scoperto nel 1999, presenta un'orbita caratterizzata da un semiasse maggiore pari a 2,2177937 UA e da un'eccentricità di 0,1884989, inclinata di 3,55086° rispetto all'eclittica.